# Maciej Górski (dyplomata)
Maciej Jan Górski (ur. 27 stycznia 1944 w Warszawie, zm. 5 stycznia 2020 tamże) – polski dziennikarz, urzędnik państwowy i dyplomata, ambasador RP we Włoszech (1996–2001) i Grecji (2005–2006), wiceminister obrony narodowej (2003–2005).

## Życiorys
Syn Jana i Stanisławy. W 1966 ukończył studia na Wydziale Prawa Uniwersytetu Warszawskiego, a po dwóch latach podyplomowe studia afrykanistyczne. W latach 1980–1984 korespondent (m.in. Życia Warszawy) w Sztokholmie. Pod koniec lat 80. pracował w Polskiej Agencji Interpress (po 1991 Polska Agencja Informacyjna, której był wiceprezesem w latach 1994–1995, a potem prezesem w latach 1995–1996). Od 1988 do 1990 przebywał w Rzymie i Watykanie jako korespondent. 
W 1996 mianowany ambasadorem RP we Włoszech, akredytowanym jednocześnie w San Marino i na Malcie. Po powrocie z placówki w 2002 objął funkcję doradcy prezydenta Aleksandra Kwaśniewskiego ds. Unii Europejskiej. W 2003 objął funkcję wiceministra obrony narodowej ds. społecznych, a potem od 2004 również ds. polityki obrony. W 2005 ponownie mianowany ambasadorem, tym razem w Grecji, został po roku odwołany przez Stefana Mellera.
Pochowany na Cmentarzu Wojskowym na Powązkach (kwatera HII-10-27).

## Odznaczenia
- Order Zasługi Republiki Włoskiej I Klasy – 1997[6]